# لطف
اللطف هو الفعل الذي يقرب العبد إلى الطاعة ويبعده عن المعصية بحيث لا يؤدي إلى الإلجاء أي الاضطرار، كبعثة الأنبياء، فإنا نعلم بالضرورة أن الناس معها أقرب إلى الطاعة وأبعد من المعصية.